# Digital Library of Mathematical Functions
La Digital Library of Mathematical Functions (DLMF) (en français : Bibliothèque numérique des fonctions mathématiques) est un projet en ligne du National Institute of Standards and Technology pour développer une ressource importante de données de référence mathématique autour des fonctions spéciales et leurs applications. Elle a été pensée comme une évolution du manuel Abramowitz's and Stegun's Handbook of Mathematical Functions. La mise en ligne a été faite le 7 mai 2010, bien que certains chapitrés existaient auparavant. Dans la même année, elle est apparue dans le Cambridge University Press sous le nom NIST Handbook of Mathematical Functions.
À la différence de l'Abramovitz et Stegun, dont le premier tirage a été fait par le Bureau d'impression du gouvernement des États-Unis et dans le domaine public, NIST affirme détenir les droits de copie pour le DLMF au nom du Titre 17 USC 105 du Code des États-Unis.